# Nowomykołajiwka (rejon leniński)
Nowomykołajiwka (ukr. Новомиколаївка, ros. Новониколаевка, Nowonikołajewka) – wieś na Ukrainie, w Autonomicznej Republice Krymu (de iure stanowiącej integralną część państwa ukraińskiego, w 2014 anektowanej przez Rosję i odtąd funkcjonującej jako Republika Krymu), w rejonie lenińskim. W 2021 liczyła 1030 mieszkańców.